# احمدبی، قسطمونی
احمدبی (به ترکی استانبولی: Ahmetbey) یک منطقهٔ مسکونی در ترکیه است که در قسطمونی واقع شده‌است.